# (100643) 1997 VZ5
(100643) 1997 VZ5 es un asteroide perteneciente al cinturón de asteroides descubierto el 9 de noviembre de 1997 por Takao Kobayashi desde el Observatorio de Ōizumi, Ōizumi, Japón.

## Designación y nombre
Designado provisionalmente como 1997 VZ5.

## Características orbitales
1997 VZ5 está situado a una distancia media del Sol de 2,630 ua, pudiendo alejarse hasta 3,214 ua y acercarse hasta 2,046 ua. Su excentricidad es 0,222 y la inclinación orbital 6,451 grados. Emplea 1558,14 días en completar una órbita alrededor del Sol.

## Características físicas
La magnitud absoluta de 1997 VZ5 es 15,6. 